# Посольство России в Бельгии
Посольство России в Бельгии — официальное дипломатическое представительство Российской Федерации в Королевстве Бельгия, расположенное в столице государства — Брюсселе.

## История отношений
Отношения между Россией и Бельгией имеют глубокие исторические корни. С начала второго тысячелетия новой эры Русь торговала с городами Фландрии (северная часть современной Бельгии). 
Регулярные отношения с Бельгией, которая в то время входила в Империю Габсбургов и называлась Aвстрийскими (Южными) Нидерландами, Россия стала развивать с начала XVIII века. В 1717 году их посетил с официальным визитом Пётр I, который был принят с большими почестями. Также с большими почестями Брюссель встречал в 1814 году Императора Александра I.
В 1853 году были установлены дипломатические отношения между Россией и Бельгией, в 1935 году - дипломатические отношения между СССР и Бельгией.

## Подразделения посольства
В структуре посольства Российской Федерации в Брюсселе выделяют следующие структурные подразделения:
1. Протокольный отдел
2. Рабочие группы:
  - Гуманитарного сотрудничества и связей с соотечественниками;
  - Торгово-экономического сотрудничества;
  - Информации и прессы;
3. Консульский отдел;
4. Атташе по военным вопросам;
5. Торговое представительство (расположено по другому адресу: Drève de Lorraine, 45, 1180 Брюссель).

Кроме структурных подразделений Посольства в здании российского посольства расположено Постоянное представительство России при НАТО.